# Shorea bentongensis
Shorea bentongensis (tiếng Anh thường gọi là White Meranti) là một loài thực vật thuộc họ Dipterocarpaceae. Đây là loài đặc hữu của Malaysia. Chúng hiện đang bị đe dọa vì mất môi trường sống.